# Resolución 108 del Consejo de Seguridad de las Naciones Unidas
La resolución 108 del Consejo de Seguridad de las Naciones Unidas fue aprobada por unanimidad el 8 de septiembre de 1955. Después de recordar la resolución 107 (1955) y de otro informe del Jefe de Estado Mayor del Organismo de las Naciones Unidas de Vigilancia de la Tregua, el Consejo tomó nota de que ambas partes aceptaron la exhortación del Jefe de Estado Mayor para un cese al fuego. El Consejo continuó apoyando la opinión del Jefe de Estado Mayor de que las fuerzas armadas de ambas partes debeían estar separadas clara y eficazmente por los medios que ha propuesto, y declaró que los observadores de las Naciones Unidas deben goazar de libertad de movimiento en la región a fin de poder cumplir su cometido.